# 扬·卡伦别尔津
扬·爱德华多维奇·卡伦别尔津（俄语：Ян Эдуардович Калнберзинь；1893年9月15日（格里历：9月27日）—1986年2月4日），苏联党和国家领导人。曾任拉脱维亚共产党中央第一书记，拉脱维亚苏维埃社会主义共和国最高苏维埃主席团主席等职。

## 生平
- 1893年9月15日（格里历：9月27日）出生于沙俄利沃尼亚省里加区Katlakalnskaya村的一个工人家庭。1917年4月加入俄国社会民主工党（布）。
- 曾参与拉脱维亚红色政权的建立工作，失败后逃往苏俄。1919年-1923年，红军拉脱维亚第8步枪团服役，参加苏俄内战。
- 1923年-1925年，莫斯科西方少数民族共产主义大学学习。
- 1925年-1928年，在拉脱维亚从事地下党工作。
- 1928年-1929年，莫斯科西方少数民族共产主义大学学习。
- 1931年-1933年，莫斯科红色教授学院学习。
- 1936年-1939年，拉脱维亚地下党工作。期间，1937年-1939年2月，拉脱维亚共产党中央委员会代理书记。1939年2月-7月，拉共中央委员会书记。
- 1939年7月-1940年6月，被捕入狱。
- 1940年6月-1959年11月，拉共（布）中央第一书记。期间，1940年-1951年，拉共（布）里加市委第一书记。苏德战争期间任西北战线军事委员会成员。
- 1959年11月-1970年5月，拉脱维亚苏维埃社会主义共和国最高苏维埃主席团主席。期间，1960年-1970年，苏联最高苏维埃主席团副主席。
- 1970年6月起退休。
- 1986年2月4日于里加逝世，享年92岁。葬于雷尼斯公墓。

卡伦别尔津是联共（布）第18次代表会议，苏共19-24大代表；第18届中央候补委员，第19-23届中央委员，第20-21届中央主席团（政治局）候补委员；第1-7届苏联最高苏维埃联盟院代表，第2-9届拉脱维亚苏维埃社会主义共和国最高苏维埃代表。

## 荣誉
- 社会主义劳动英雄称号（1963）
- 七次列宁勋章（1945,1946,1950,1953,1958,1963,1965）
- 十月革命勋章（1968）
- 一级卫国战争勋章（1945）
- 两次劳动红旗勋章（1978,1983）
- 各民族人民友谊勋章（1973）
- 荣誉勋章（1971）
- 劳动英勇奖章（1959）
- 保卫莫斯科奖章[2]